# 简川訸
简川訸（1971年4月7日—），男，陕西西安人，中国导演，代表作有《王大花的革命生涯》、《欢乐颂》系列、《都挺好》等。

## 经历
简川訸19岁时毕业于西安市艺术学校，进入西安儿童艺术剧院从事舞台剧表演工作。1998年转行为电视剧副导演。2006年在张新建、孔笙执导的电视剧《闯关东》中担任副导演，并在电视剧《生死线》和《钢铁年代》中继续担任孔笙的副导演。2010年后开始独立执导电视剧。

## 执导作品

### 电视剧
| 首播年份 | 剧名                 | 备注             |
| -------- | -------------------- | ---------------- |
| 2008     | 《闯关东》           | 副导演           |
| 2009     | 《生死线》           | 副导演           |
| 2011     | 《钢铁年代》         | 副导演           |
| 2011     | 《北川重生》         | 副导演           |
| 2011     | 《智者无敌》         | 首次独立执导     |
| 2011     | 《蝴蝶行动》         |                  |
| 2013     | 《到爱的距离》       | [ 5 ]            |
| 2015     | 《王大花的革命生涯》 | [ 6 ]            |
| 2016     | 《欢乐颂第一季》     | 与孔笙共同执导   |
| 2016     | 《好家伙》           | [ 7 ]            |
| 2017     | 《欢乐颂第二季》     | 与张开宙共同执导 |
| 2019     | 《都挺好》           |                  |
| 2022     | 《相逢时节》         |                  |
| 2022     | 《欢乐颂第三季》     |                  |

## 获奖及提名
- 2017年第23届上海电视节白玉兰奖最佳导演，提名，作品《欢乐颂》[9]
- 2019年第25届上海电视节白玉兰奖最佳导演，提名，作品《都挺好》[10]
- 2019年“金熊猫”国际传播奖电视剧单元最佳导演奖，获奖， 作品《欢乐颂》[11]